# Maren Thurm
Maren Thurm, verheiratete Maren Enzweiler, (* 8. April 1964 in Northeim) ist eine ehemalige deutsche Schauspielerin.
Maren Thurm nahm bis 1988 Schauspielunterricht an der Hochschule für Musik und Theater in Hannover. Großen Bekanntheitsgrad erlangte sie durch die Vorabendserie „Gute Zeiten, schlechte Zeiten“ auf RTL, in der sie von 1996 bis 1999 als zweite Darstellerin den Charakter Barbara Wiebe-Graf verkörperte.
Kurz vor der Geburt ihrer Drillinge (* 1999) stieg sie aus der Serie aus. Der Vater der Kinder und Ehemann ist Daniel Enzweiler. Die beiden lernten sich bei gemeinsamen Dreharbeiten für GZSZ kennen. Auch in der ARD-Jugendserie Schloss Einstein waren beide einige Jahre lang gemeinsam zu sehen. Seit dem Ende ihrer Schauspieltätigkeit betreibt Thurm eine Farb- und Stilberatung in Berlin.

## Fernsehen (Auswahl)
- 1994: Ein Sommernachtstraum
- 1995: Frauenarzt Dr. Markus Merthin
- 1996–1999: Gute Zeiten, schlechte Zeiten (Fernsehserie)
- 1998: Großstadtrevier (Folge Papilein)
- 1998: Alarm für Cobra 11 – Die Autobahnpolizei (Folge Leichenwagen)
- 2001–2005: Schloss Einstein (Fernsehserie)
- 2004: Bewegte Männer (Folge Einer zuviel im Bett)